# جایزه گلدن گلوب بهترین مجموعه تلویزیونی – موزیکال یا کمدی
جایزه گلدن گلوب بهترین مجموعه تلویزیونی – موزیکال یا کمدی (انگلیسی: Golden Globe Award  for Best Television Series – Musical or Comedy) یکی از جوایز سالانه گلدن گلوب است که به بهترین مجموعه تلویزیونی کمدی اهدا می‌شود.

## دهه ۱۹۶۰
| سال                       | برنامه                                  | شبکه                           |
| بهترین برنامه تلویزیونی   | بهترین برنامه تلویزیونی                 | بهترین برنامه تلویزیونی        |
| ------------------------- | --------------------------------------- | ------------------------------ |
| ۱۹۶۱                      | My Three Sons                           | ای‌بی‌سی                         |
| ۱۹۶۱                      | شغل من چیست؟                            | سی‌بی‌اس                         |
| ۱۹۶۲                      | بهترین برنامه تلویزیونی                 | بهترین برنامه تلویزیونی        |
| ۱۹۶۲                      | The Dick Powell Show                    | ان‌بی‌سی                         |
| ۱۹۶۲                      | بهترین برنامه تلویزیونی - کمدی          |                                |
| ۱۹۶۲                      | Mister Ed                               | سی‌بی‌اس                         |
| ۱۹۶۳                      | بهترین برنامه تلویزیونی - کمدی          | بهترین برنامه تلویزیونی - کمدی |
| ۱۹۶۳                      | نمایش دیک ون دایک                       | سی‌بی‌اس                         |
| ۱۹۶۳                      | The Beverly Hillbillies                 | سی‌بی‌اس                         |
| ۱۹۶۳                      | The Bob Hope Show                       | ان‌بی‌سی                         |
| ۱۹۶۳                      | The Jack Benny Program                  | سی‌بی‌اس                         |
| ۱۹۶۳                      | The Red Skelton Hour                    | سی‌بی‌اس                         |
| ۱۹۶۳                      | بهترین برنامه تلویزیونی - Variety       |                                |
| ۱۹۶۳                      | The Danny Kaye Show                     | سی‌بی‌اس                         |
| ۱۹۶۳                      | The Andy Williams Show                  | ان‌بی‌سی                         |
| ۱۹۶۳                      | The Garry Moore Show                    | سی‌بی‌اس                         |
| ۱۹۶۳                      | The Judy Garland Show                   | سی‌بی‌اس                         |
| ۱۹۶۳                      | The Tonight Show Starring Johnny Carson | ان‌بی‌سی                         |
| بهترین برنامه تلویزیونی   |                                         |                                |
| 1964                      | The Rogues                              | ان‌بی‌سی                         |
| 1964                      | 12 O'Clock High                         | ای‌بی‌سی                         |
| 1964                      | The Munsters                            | سی‌بی‌اس                         |
| 1964                      | The Red Skelton Hour                    | سی‌بی‌اس                         |
| 1964                      | Wendy and Me                            | ای‌بی‌سی                         |
| بهترین برنامه تلویزیونی   |                                         |                                |
| 1965                      | The Man from U.N.C.L.E.                 | ان‌بی‌سی                         |
| 1965                      | Frank Sinatra: A Man and His Music      | ان‌بی‌سی                         |
| 1965                      | Get Smart                               | ان‌بی‌سی                         |
| 1965                      | I Spy                                   | ان‌بی‌سی                         |
| 1965                      | My Name Is Barbra                       | سی‌بی‌اس                         |
| بهترین برنامه تلویزیونی   |                                         |                                |
| 1966                      | I Spy                                   | ان‌بی‌سی                         |
| 1966                      | فراری                                   | ای‌بی‌سی                         |
| 1966                      | The Man from U.N.C.L.E.                 | ان‌بی‌سی                         |
| 1966                      | Run For Your Life                       | ان‌بی‌سی                         |
| 1966                      | That Girl                               | ای‌بی‌سی                         |
| 1967                      | مأموریت: غیرممکن                        | سی‌بی‌اس                         |
| 1967                      | The Carol Burnett Show                  | سی‌بی‌اس                         |
| 1967                      | The Dean Martin Show                    | ان‌بی‌سی                         |
| 1967                      | Garrison's Gorillas                     | ای‌بی‌سی                         |
| 1967                      | Rowan & Martin's Laugh-In               | ان‌بی‌سی                         |
| 1968                      | Rowan & Martin's Laugh-In               | ان‌بی‌سی                         |
| 1968                      | The Carol Burnett Show                  | سی‌بی‌اس                         |
| 1968                      | The Doris Day Show                      | سی‌بی‌اس                         |
| 1968                      | Julia                                   | ان‌بی‌سی                         |
| 1968                      | The Name of the Game                    | ان‌بی‌سی                         |
| بهترین موزیکال/سریال کمدی |                                         |                                |
| 1969                      | The Carol Burnett Show                  | سی‌بی‌اس                         |
| 1969                      | The Glen Campbell Goodtime Hour         | سی‌بی‌اس                         |
| 1969                      | The Governor & J.J.                     | سی‌بی‌اس                         |
| 1969                      | Love, American Style                    | ای‌بی‌سی                         |
| 1969                      | Rowan & Martin's Laugh-In               | ان‌بی‌سی                         |

## دهه ۱۹۷۰
| سال                           | برنامه                          | شبکه   |
| ----------------------------- | ------------------------------- | ------ |
| بیست و هشتمین مراسم گلدن گلوب | The Carol Burnett Show          | سی‌بی‌اس |
| بیست و هشتمین مراسم گلدن گلوب | The Courtship of Eddie's Father | ای‌بی‌سی |
| بیست و هشتمین مراسم گلدن گلوب | امور خانوادگی                   | سی‌بی‌اس |
| بیست و هشتمین مراسم گلدن گلوب | The Glen Campbell Goodtime Hour | سی‌بی‌اس |
| بیست و هشتمین مراسم گلدن گلوب | خانواده پارتریج                 | ای‌بی‌سی |
| بیست و نهمین مراسم گلدن گلوب  | همگی در خانواده                 | سی‌بی‌اس |
| بیست و نهمین مراسم گلدن گلوب  | The Carol Burnett Show          | سی‌بی‌اس |
| بیست و نهمین مراسم گلدن گلوب  | The Flip Wilson Show            | ان‌بی‌سی |
| بیست و نهمین مراسم گلدن گلوب  | The Mary Tyler Moore Show       | سی‌بی‌اس |
| بیست و نهمین مراسم گلدن گلوب  | The Partridge Family            | ای‌بی‌سی |
| سی‌امین مراسم گلدن گلوب        | All in the Family               | سی‌بی‌اس |
| سی‌امین مراسم گلدن گلوب        | M*A*S*H                         | سی‌بی‌اس |
| سی‌امین مراسم گلدن گلوب        | The Mary Tyler Moore Show       | سی‌بی‌اس |
| سی‌امین مراسم گلدن گلوب        | Maude                           | سی‌بی‌اس |
| سی‌امین مراسم گلدن گلوب        | The Sonny & Cher کمدی Hour      | سی‌بی‌اس |
| سی و یکمین مراسم گلدن گلوب    | All in the Family               | سی‌بی‌اس |
| سی و یکمین مراسم گلدن گلوب    | The Carol Burnett Show          | سی‌بی‌اس |
| سی و یکمین مراسم گلدن گلوب    | The Mary Tyler Moore Show       | سی‌بی‌اس |
| سی و یکمین مراسم گلدن گلوب    | Sanford and Son                 | ان‌بی‌سی |
| سی و یکمین مراسم گلدن گلوب    | The Sonny & Cher کمدی Hour      | سی‌بی‌اس |
| سی و دومین مراسم گلدن گلوب    | Rhoda                           | سی‌بی‌اس |
| سی و دومین مراسم گلدن گلوب    | All in the Family               | سی‌بی‌اس |
| سی و دومین مراسم گلدن گلوب    | The Carol Burnett Show          | سی‌بی‌اس |
| سی و دومین مراسم گلدن گلوب    | The Mary Tyler Moore Show       | سی‌بی‌اس |
| سی و دومین مراسم گلدن گلوب    | Maude                           | سی‌بی‌اس |
| سی و سومین مراسم گلدن گلوب    | Barney Miller                   | ای‌بی‌سی |
| سی و سومین مراسم گلدن گلوب    | All in the Family               | سی‌بی‌اس |
| سی و سومین مراسم گلدن گلوب    | The Carol Burnett Show          | سی‌بی‌اس |
| سی و سومین مراسم گلدن گلوب    | Chico and the Man               | ان‌بی‌سی |
| سی و سومین مراسم گلدن گلوب    | The Mary Tyler Moore Show       | سی‌بی‌اس |
| سی و چهارمین مراسم گلدن گلوب  | Barney Miller                   | ای‌بی‌سی |
| سی و چهارمین مراسم گلدن گلوب  | The Carol Burnett Show          | سی‌بی‌اس |
| سی و چهارمین مراسم گلدن گلوب  | Donny & Marie                   | ای‌بی‌سی |
| سی و چهارمین مراسم گلدن گلوب  | روزهای خوش                      | ای‌بی‌سی |
| سی و چهارمین مراسم گلدن گلوب  | Laverne & Shirley               | ای‌بی‌سی |
| سی و چهارمین مراسم گلدن گلوب  | M*A*S*H                         | سی‌بی‌اس |
| سی و پنجمین مراسم گلدن گلوب   | All in the Family               | سی‌بی‌اس |
| سی و پنجمین مراسم گلدن گلوب   | Barney Miller                   | ای‌بی‌سی |
| سی و پنجمین مراسم گلدن گلوب   | The Carol Burnett Show          | سی‌بی‌اس |
| سی و پنجمین مراسم گلدن گلوب   | Happy Days                      | ای‌بی‌سی |
| سی و پنجمین مراسم گلدن گلوب   | Laverne & Shirley               | ای‌بی‌سی |
| سی و ششمین مراسم گلدن گلوب    | Taxi                            | ای‌بی‌سی |
| سی و ششمین مراسم گلدن گلوب    | آلیس                            | سی‌بی‌اس |
| سی و ششمین مراسم گلدن گلوب    | All in the Family               | سی‌بی‌اس |
| سی و ششمین مراسم گلدن گلوب    | The Love Boat                   | ای‌بی‌سی |
| سی و ششمین مراسم گلدن گلوب    | Three's Company                 | ای‌بی‌سی |
| سی و هفتمین مراسم گلدن گلوب   | Alice                           | سی‌بی‌اس |
| سی و هفتمین مراسم گلدن گلوب   | Taxi                            | ای‌بی‌سی |
| سی و هفتمین مراسم گلدن گلوب   | The Associates                  | ای‌بی‌سی |
| سی و هفتمین مراسم گلدن گلوب   | The Love Boat                   | ای‌بی‌سی |
| سی و هفتمین مراسم گلدن گلوب   | M*A*S*H                         | سی‌بی‌اس |

## دهه ۱۹۸۰
| سال                           | برنامه                                    | شبکه          |
| ----------------------------- | ----------------------------------------- | ------------- |
| سی و هشتمین مراسم گلدن گلوب   | Taxi                                      | ای‌بی‌سی        |
| سی و هشتمین مراسم گلدن گلوب   | آلیس                                      | سی‌بی‌اس        |
| سی و هشتمین مراسم گلدن گلوب   | The Love Boat                             | ای‌بی‌سی        |
| سی و هشتمین مراسم گلدن گلوب   | M*A*S*H                                   | سی‌بی‌اس        |
| سی و هشتمین مراسم گلدن گلوب   | Soap                                      | ای‌بی‌سی        |
| سی و نهمین مراسم گلدن گلوب    | M*A*S*H                                   | سی‌بی‌اس        |
| سی و نهمین مراسم گلدن گلوب    | Barbara Mandrell and the Mandrell Sisters | ان‌بی‌سی        |
| سی و نهمین مراسم گلدن گلوب    | The Love Boat                             | ای‌بی‌سی        |
| سی و نهمین مراسم گلدن گلوب    | Private Benjamin                          | سی‌بی‌اس        |
| سی و نهمین مراسم گلدن گلوب    | Taxi                                      | ای‌بی‌سی        |
| چهلمین مراسم گلدن گلوب        | Fame                                      | ان‌بی‌سی        |
| چهلمین مراسم گلدن گلوب        | چیرز                                      | ان‌بی‌سی        |
| چهلمین مراسم گلدن گلوب        | Love, Sidney                              | ان‌بی‌سی        |
| چهلمین مراسم گلدن گلوب        | M*A*S*H                                   | سی‌بی‌اس        |
| چهلمین مراسم گلدن گلوب        | Taxi                                      | ای‌بی‌سی ان‌بی‌سی |
| چهل و یکمین مراسم گلدن گلوب   | Fame                                      | سیندیکیتد     |
| چهل و یکمین مراسم گلدن گلوب   | Buffalo Bill                              | ان‌بی‌سی        |
| چهل و یکمین مراسم گلدن گلوب   | Cheers                                    | ان‌بی‌سی        |
| چهل و یکمین مراسم گلدن گلوب   | Newhart                                   | سی‌بی‌اس        |
| چهل و یکمین مراسم گلدن گلوب   | Taxi                                      | ان‌بی‌سی        |
| چهل و دومین مراسم گلدن گلوب   | The Cosby Show                            | ان‌بی‌سی        |
| چهل و دومین مراسم گلدن گلوب   | Cheers                                    | ان‌بی‌سی        |
| چهل و دومین مراسم گلدن گلوب   | Fame                                      | سیندیکیتد     |
| چهل و دومین مراسم گلدن گلوب   | The Jeffersons                            | سی‌بی‌اس        |
| چهل و دومین مراسم گلدن گلوب   | Kate & Allie                              | سی‌بی‌اس        |
| چهل و سومین مراسم گلدن گلوب   | دختران زرین                               | ان‌بی‌سی        |
| چهل و سومین مراسم گلدن گلوب   | The Cosby Show                            | ان‌بی‌سی        |
| چهل و سومین مراسم گلدن گلوب   | Family Ties                               | ان‌بی‌سی        |
| چهل و سومین مراسم گلدن گلوب   | Kate & Allie                              | سی‌بی‌اس        |
| چهل و سومین مراسم گلدن گلوب   | Moonlighting                              | ای‌بی‌سی        |
| چهل و چهارمین مراسم گلدن گلوب | The Golden Girls                          | ان‌بی‌سی        |
| چهل و چهارمین مراسم گلدن گلوب | Cheers                                    | ان‌بی‌سی        |
| چهل و چهارمین مراسم گلدن گلوب | The Cosby Show                            | ان‌بی‌سی        |
| چهل و چهارمین مراسم گلدن گلوب | Family Ties                               | ان‌بی‌سی        |
| چهل و چهارمین مراسم گلدن گلوب | Moonlighting                              | ای‌بی‌سی        |
| چهل و پنجمین مراسم گلدن گلوب  | The Golden Girls                          | ان‌بی‌سی        |
| چهل و پنجمین مراسم گلدن گلوب  | Cheers                                    | ان‌بی‌سی        |
| چهل و پنجمین مراسم گلدن گلوب  | Family Ties                               | ان‌بی‌سی        |
| چهل و پنجمین مراسم گلدن گلوب  | Frank's Place                             | سی‌بی‌اس        |
| چهل و پنجمین مراسم گلدن گلوب  | Hooperman                                 | ای‌بی‌سی        |
| چهل و پنجمین مراسم گلدن گلوب  | Moonlighting                              | ای‌بی‌سی        |
| چهل و ششمین مراسم گلدن گلوب   | The Wonder Years                          | ای‌بی‌سی        |
| چهل و ششمین مراسم گلدن گلوب   | Cheers                                    | ان‌بی‌سی        |
| چهل و ششمین مراسم گلدن گلوب   | The Golden Girls                          | ان‌بی‌سی        |
| چهل و ششمین مراسم گلدن گلوب   | مورفی براون                               | سی‌بی‌اس        |
| چهل و ششمین مراسم گلدن گلوب   | روزان                                     | ای‌بی‌سی        |
| چهل و هفتمین مراسم گلدن گلوب  | Murphy Brown                              | سی‌بی‌اس        |
| چهل و هفتمین مراسم گلدن گلوب  | Cheers                                    | ان‌بی‌سی        |
| چهل و هفتمین مراسم گلدن گلوب  | Designing Women                           | سی‌بی‌اس        |
| چهل و هفتمین مراسم گلدن گلوب  | Empty Nest                                | ان‌بی‌سی        |
| چهل و هفتمین مراسم گلدن گلوب  | The Golden Girls                          | ان‌بی‌سی        |
| چهل و هفتمین مراسم گلدن گلوب  | The Wonder Years                          | ای‌بی‌سی        |

## دهه ۱۹۹۰
| سال                             | برنامه                  | شبکه                 |
| ------------------------------- | ----------------------- | -------------------- |
| چهل و هشتمین مراسم گلدن گلوب    | چیرز                    | ان‌بی‌سی               |
| چهل و هشتمین مراسم گلدن گلوب    | Designing Women         | سی‌بی‌اس               |
| چهل و هشتمین مراسم گلدن گلوب    | دختران زرین             | ان‌بی‌سی               |
| چهل و هشتمین مراسم گلدن گلوب    | متأهل… بچه‌دار           | شرکت پخش همگانی فاکس |
| چهل و هشتمین مراسم گلدن گلوب    | مورفی براون             | سی‌بی‌اس               |
| چهل و نهمین مراسم گلدن گلوب     | Brooklyn Bridge         | سی‌بی‌اس               |
| چهل و نهمین مراسم گلدن گلوب     | Cheers                  | ان‌بی‌سی               |
| چهل و نهمین مراسم گلدن گلوب     | Evening Shade           | سی‌بی‌اس               |
| چهل و نهمین مراسم گلدن گلوب     | The Golden Girls        | ان‌بی‌سی               |
| چهل و نهمین مراسم گلدن گلوب     | Murphy Brown            | سی‌بی‌اس               |
| پنجاهمین مراسم گلدن گلوب        | روزان                   | ای‌بی‌سی               |
| پنجاهمین مراسم گلدن گلوب        | Brooklyn Bridge         | سی‌بی‌اس               |
| پنجاهمین مراسم گلدن گلوب        | Cheers                  | ان‌بی‌سی               |
| پنجاهمین مراسم گلدن گلوب        | Evening Shade           | سی‌بی‌اس               |
| پنجاهمین مراسم گلدن گلوب        | Murphy Brown            | سی‌بی‌اس               |
| پنجاه و یکمین مراسم گلدن گلوب   | ساینفلد                 | ان‌بی‌سی               |
| پنجاه و یکمین مراسم گلدن گلوب   | Coach                   | ای‌بی‌سی               |
| پنجاه و یکمین مراسم گلدن گلوب   | فریژر                   | ان‌بی‌سی               |
| پنجاه و یکمین مراسم گلدن گلوب   | بهبود خانه              | ای‌بی‌سی               |
| پنجاه و یکمین مراسم گلدن گلوب   | Roseanne                | ای‌بی‌سی               |
| پنجاه و دومین مراسم گلدن گلوب   | Mad About You           | ان‌بی‌سی               |
| پنجاه و دومین مراسم گلدن گلوب   | Frasier                 | ان‌بی‌سی               |
| پنجاه و دومین مراسم گلدن گلوب   | Grace Under Fire        | ای‌بی‌سی               |
| پنجاه و دومین مراسم گلدن گلوب   | Home Improvement        | ای‌بی‌سی               |
| پنجاه و دومین مراسم گلدن گلوب   | Seinfeld                | ان‌بی‌سی               |
| پنجاه و سومین مراسم گلدن گلوب   | Cybill                  | سی‌بی‌اس               |
| پنجاه و سومین مراسم گلدن گلوب   | Frasier                 | ان‌بی‌سی               |
| پنجاه و سومین مراسم گلدن گلوب   | فرندز                   | ان‌بی‌سی               |
| پنجاه و سومین مراسم گلدن گلوب   | Mad About You           | ان‌بی‌سی               |
| پنجاه و سومین مراسم گلدن گلوب   | Seinfeld                | ان‌بی‌سی               |
| پنجاه و چهارمین مراسم گلدن گلوب | سومین سنگ بعد از خورشید | ان‌بی‌سی               |
| پنجاه و چهارمین مراسم گلدن گلوب | Frasier                 | ان‌بی‌سی               |
| پنجاه و چهارمین مراسم گلدن گلوب | Friends                 | ان‌بی‌سی               |
| پنجاه و چهارمین مراسم گلدن گلوب | The Larry Sanders Show  | اچ‌بی‌او               |
| پنجاه و چهارمین مراسم گلدن گلوب | Mad About You           | ان‌بی‌سی               |
| پنجاه و چهارمین مراسم گلدن گلوب | Seinfeld                | ان‌بی‌سی               |
| پنجاه و پنجمین مراسم گلدن گلوب  | الی مک‌بل                | فاکس                 |
| پنجاه و پنجمین مراسم گلدن گلوب  | 3rd Rock from the Sun   | ان‌بی‌سی               |
| پنجاه و پنجمین مراسم گلدن گلوب  | Frasier                 | ان‌بی‌سی               |
| پنجاه و پنجمین مراسم گلدن گلوب  | Friends                 | ان‌بی‌سی               |
| پنجاه و پنجمین مراسم گلدن گلوب  | Seinfeld                | ان‌بی‌سی               |
| پنجاه و پنجمین مراسم گلدن گلوب  | Spin City               | ای‌بی‌سی               |
| پنجاه و ششمین مراسم گلدن گلوب   | Ally McBeal             | فاکس                 |
| پنجاه و ششمین مراسم گلدن گلوب   | Dharma & Greg           | ای‌بی‌سی               |
| پنجاه و ششمین مراسم گلدن گلوب   | Frasier                 | ان‌بی‌سی               |
| پنجاه و ششمین مراسم گلدن گلوب   | Just Shoot Me!          | ان‌بی‌سی               |
| پنجاه و ششمین مراسم گلدن گلوب   | Spin City               | ای‌بی‌سی               |
| پنجاه و هفتمین مراسم گلدن گلوب  | سکس و سیتی              | اچ‌بی‌او               |
| پنجاه و هفتمین مراسم گلدن گلوب  | Ally McBeal             | فاکس                 |
| پنجاه و هفتمین مراسم گلدن گلوب  | Dharma & Greg           | ای‌بی‌سی               |
| پنجاه و هفتمین مراسم گلدن گلوب  | Spin City               | ای‌بی‌سی               |
| پنجاه و هفتمین مراسم گلدن گلوب  | ویل و گریس              | ان‌بی‌سی               |

## دهه ۲۰۰۰
| سال  | برنامه                | شبکه                 |
| ---- | --------------------- | -------------------- |
| ۲۰۰۰ | سکس و سیتی            | اچ‌بی‌او               |
| ۲۰۰۰ | الی مک‌بل              | شرکت پخش همگانی فاکس |
| ۲۰۰۰ | فریژر                 | ان‌بی‌سی               |
| ۲۰۰۰ | دنیای مالکوم          | فاکس                 |
| ۲۰۰۰ | ویل و گریس            | ان‌بی‌سی               |
| ۲۰۰۱ | Sex and the City      | اچ‌بی‌او               |
| ۲۰۰۱ | Ally McBeal           | فاکس                 |
| ۲۰۰۱ | Frasier               | ان‌بی‌سی               |
| ۲۰۰۱ | فرندز                 | ان‌بی‌سی               |
| ۲۰۰۱ | Will & Grace          | ان‌بی‌سی               |
| ۲۰۰۲ | زیاد ذوق‌زده نشو       | اچ‌بی‌او               |
| ۲۰۰۲ | Friends               | ان‌بی‌سی               |
| ۲۰۰۲ | Sex and the City      | اچ‌بی‌او               |
| ۲۰۰۲ | سیمپسون‌ها             | فاکس                 |
| ۲۰۰۲ | Will & Grace          | ان‌بی‌سی               |
| ۲۰۰۳ | اداره                 | بی‌بی‌سی آمریکا        |
| ۲۰۰۳ | پرورش شکست‌خورده       | فاکس                 |
| ۲۰۰۳ | مانک                  | یواس‌ای نتورک         |
| ۲۰۰۳ | Sex and the City      | اچ‌بی‌او               |
| ۲۰۰۳ | Will & Grace          | ان‌بی‌سی               |
| ۲۰۰۴ | کدبانوهای وامانده     | ای‌بی‌سی               |
| ۲۰۰۴ | Arrested Development  | فاکس                 |
| ۲۰۰۴ | دارودسته              | اچ‌بی‌او               |
| ۲۰۰۴ | Sex and the City      | اچ‌بی‌او               |
| ۲۰۰۴ | Will & Grace          | ان‌بی‌سی               |
| ۲۰۰۵ | Desperate Housewives  | ای‌بی‌سی               |
| ۲۰۰۵ | Curb Your Enthusiasm  | اچ‌بی‌او               |
| ۲۰۰۵ | Entourage             | اچ‌بی‌او               |
| ۲۰۰۵ | Everybody Hates Chris | یوپی‌ان               |
| ۲۰۰۵ | نام من ارل است        | ان‌بی‌سی               |
| ۲۰۰۵ | علف                   | شوتایم               |
| ۲۰۰۶ | بتی بی‌ریخته           | ای‌بی‌سی               |
| ۲۰۰۶ | Desperate Housewives  | ای‌بی‌سی               |
| ۲۰۰۶ | Entourage             | اچ‌بی‌او               |
| ۲۰۰۶ | اداره                 | ان‌بی‌سی               |
| ۲۰۰۶ | Weeds                 | Showtime             |
| ۲۰۰۷ | سیاهی‌لشکر             | اچ‌بی‌او               |
| ۲۰۰۷ | ۳۰ راک                | ان‌بی‌سی               |
| ۲۰۰۷ | کالیفرنیکیشن          | Showtime             |
| ۲۰۰۷ | Entourage             | اچ‌بی‌او               |
| ۲۰۰۷ | Pushing Daisies       | ای‌بی‌سی               |
| ۲۰۰۸ | 30 Rock               | ان‌بی‌سی               |
| ۲۰۰۸ | Californication       | Showtime             |
| ۲۰۰۸ | Entourage             | اچ‌بی‌او               |
| ۲۰۰۸ | The Office            | ان‌بی‌سی               |
| ۲۰۰۸ | Weeds                 | Showtime             |
| ۲۰۰۹ | گلی                   | فاکس                 |
| ۲۰۰۹ | 30 Rock               | ان‌بی‌سی               |
| ۲۰۰۹ | Entourage             | اچ‌بی‌او               |
| ۲۰۰۹ | خانواده امروزی        | ای‌بی‌سی               |
| ۲۰۰۹ | The Office            | ان‌بی‌سی               |

## دهه ۲۰۱۰
| سال  | برنامه                    | شبکه                 |
| ---- | ------------------------- | -------------------- |
| ۲۰۱۰ | گلی                       | شرکت پخش همگانی فاکس |
| ۲۰۱۰ | ۳۰ راک                    | ان‌بی‌سی               |
| ۲۰۱۰ | تئوری بیگ بنگ             | سی‌بی‌اس               |
| ۲۰۱۰ | The Big C                 | شوتایم               |
| ۲۰۱۰ | خانواده امروزی            | ای‌بی‌سی               |
| ۲۰۱۰ | Nurse Jackie              | Showtime             |
| ۲۰۱۱ | Modern Family             | ای‌بی‌سی               |
| ۲۰۱۱ | Enlightened               | اچ‌بی‌او               |
| ۲۰۱۱ | اپیزودها                  | Showtime             |
| ۲۰۱۱ | Glee                      | فاکس                 |
| ۲۰۱۱ | دختر جدید                 | فاکس                 |
| ۲۰۱۲ | دختران                    | اچ‌بی‌او               |
| ۲۰۱۲ | The Big Bang Theory       | سی‌بی‌اس               |
| ۲۰۱۲ | Episodes                  | Showtime             |
| ۲۰۱۲ | Modern Family             | ای‌بی‌سی               |
| ۲۰۱۲ | Smash                     | ان‌بی‌سی               |
| ۲۰۱۳ | بروکلین نه-نه             | فاکس                 |
| ۲۰۱۳ | The Big Bang Theory       | سی‌بی‌اس               |
| ۲۰۱۳ | Girls                     | اچ‌بی‌او               |
| ۲۰۱۳ | Modern Family             | ای‌بی‌سی               |
| ۲۰۱۳ | پارک‌ها و تفریحات          | ان‌بی‌سی               |
| ۲۰۱۴ | Transparent               | آمازون پرایم ویدئو   |
| ۲۰۱۴ | Girls                     | اچ‌بی‌او               |
| ۲۰۱۴ | جین باکره                 | سی‌دابلیو             |
| ۲۰۱۴ | نارنجی مد جدید است        | نتفلیکس              |
| ۲۰۱۴ | دره سیلیکون               | اچ‌بی‌او               |
| ۲۰۱۵ | موتسارت در جنگل           | Amazon Prime Video   |
| ۲۰۱۵ | Casual                    | هولو                 |
| ۲۰۱۵ | Orange Is the New Black   | Netflix              |
| ۲۰۱۵ | Silicon Valley            | اچ‌بی‌او               |
| ۲۰۱۵ | Transparent               | Amazon Prime Video   |
| ۲۰۱۵ | معاون رئیس‌جمهور           | اچ‌بی‌او               |
| ۲۰۱۶ | آتلانتا                   | اف‌ایکس               |
| ۲۰۱۶ | Black-ish                 | ای‌بی‌سی               |
| ۲۰۱۶ | Mozart in the Jungle      | Amazon Prime Video   |
| ۲۰۱۶ | Transparent               | Amazon Prime Video   |
| ۲۰۱۶ | Veep                      | اچ‌بی‌او               |
| ۲۰۱۷ | خانم میزل شگفت‌انگیز       | Amazon Prime Video   |
| ۲۰۱۷ | Black-ish                 | ای‌بی‌سی               |
| ۲۰۱۷ | Master of None            | Netflix              |
| ۲۰۱۷ | SMILF                     | Showtime             |
| ۲۰۱۷ | ویل و گریس                | ان‌بی‌سی               |
| ۲۰۱۸ | روش کامینسکی              | Netflix              |
| ۲۰۱۸ | بری                       | اچ‌بی‌او               |
| ۲۰۱۸ | جای خوب                   | ان‌بی‌سی               |
| ۲۰۱۸ | شوخی کردن                 | Showtime             |
| ۲۰۱۸ | The Marvelous Mrs. Maisel | Amazon Prime Video   |
| ۲۰۱۹ | فلیبگ                     | Amazon Prime Video   |
| ۲۰۱۹ | Barry                     | اچ‌بی‌او               |
| ۲۰۱۹ | The Kominsky Method       | Netflix              |
| ۲۰۱۹ | The Marvelous Mrs. Maisel | Amazon Prime Video   |
| ۲۰۱۹ | سیاستمدار                 | Netflix              |

## دهه ۲۰۲۰
| سال  | برنامه                       | شبکه          |
| ---- | ---------------------------- | ------------- |
| ۲۰۲۲ | شتز کریک                     | Pop           |
| ۲۰۲۲ | امیلی در پاریس               | نتفلیکس       |
| ۲۰۲۲ | خدمه پرواز                   | اچ‌بی‌او مکس    |
| ۲۰۲۲ | کبیر                         | هولو          |
| ۲۰۲۲ | تد لاسو                      | اپل تی‌وی پلاس |
| ۲۰۲۱ | هک                           | اچ‌بی‌او Max    |
| ۲۰۲۱ | The Great                    | Hulu          |
| ۲۰۲۱ | فقط قتل‌های داخل ساختمان      | Hulu          |
| ۲۰۲۱ | سگ‌های ولگرد                  | Hulu          |
| ۲۰۲۱ | Ted Lasso                    | Apple TV+     |
| ۲۰۲۲ | Abbott Elementary            | ای‌بی‌سی        |
| ۲۰۲۲ | خرس                          | Hulu          |
| ۲۰۲۲ | Hacks                        | اچ‌بی‌او Max    |
| ۲۰۲۲ | Only Murders in the Building | Hulu          |
| ۲۰۲۲ | ونزدی                        | Netflix       |